# Phong Nguyen
Phong Quang Nguyen, né en 1975 à Paris (France), est un cryptologue français d'origine vietnamienne.
Ayant obtenu le baccalauréat à 15 ans, ancien élève de l'École normale supérieure de Lyon (promotion 1993)[réf. nécessaire], il a soutenu en 1999 sa thèse intitulée la Géométrie des nombres en cryptologie, qu'il avait effectuée sous la direction de Jacques Stern au laboratoire d'informatique de l'École normale supérieure.  De 2000 à 2008, il était chargé de recherche au CNRS. Il est depuis directeur de recherche à l'INRIA.
Ses travaux portent notamment sur l'étude des réseaux euclidiens et leurs applications en cryptologie.
Il a remporté en 2001 le Prix Cor Baayen, accordé au jeune chercheur le plus prometteur en sciences de l'informatique et en mathématiques appliquées, qui vient d'obtenir son doctorat dans l'un des pays suivants: Allemagne, Autriche, Finlande, France, Grande-Bretagne, Grèce, Hongrie, Irlande, Italie, Pays-Bas, République tchèque, Slovaquie, Suède et Suisse. Dans l'adresse de remise du prix, il fut décrit comme  étant « considéré maintenant par la communauté cryptographique internationale comme l'un des spécialistes de pointe en cryptanalyse fondée sur la théorie des nombres, malgré son jeune âge ». (Despite his young age (26), Phong is now regarded by the international cryptographic community as one of the foremost specialists of number-theoretical cryptanalysis.). Il a reçu le Best Paper Award à EUROCRYPT 2006 pour la cryptanalyse de NTRUSign, travail joint avec Oded Regev.
Il a donné des cours à l'École pour l'informatique et les techniques avancées, pour les spécialisations télécommunications (TCOM), systèmes, réseaux et sécurité (SRS) et calcul scientifique et image (CSI). Depuis 2015, il dirige le Japanese-French Laboratory for Informatics (JFLI), après avoir été directeur du Laboratoire franco-chinois de recherche en informatique, automatique et mathématiques appliquées (LIAMA).
En 2020, il reçoit une bourse Advanced Grant de 2,5 millions d'euros du conseil européen de la recherche.